# سویتاوکا (ناحیه بلانسکو)
سویتاوکا (به چکی: Svitávka) یک منطقهٔ مسکونی در جمهوری چک است که در ناحیه بلانسکو واقع شده‌است. سویتاوکا ۸٫۲۶ کیلومتر مربع مساحت و ۱٬۸۱۲ نفر جمعیت دارد و ۳۱۴ متر بالاتر از سطح دریا واقع شده‌است.